# José Manuel Astigueta (padre)
José Manuel Astigueta (Buenos Aires, 17 de octubre de 1882 - ib., 30 de julio de 1960) fue un abogado argentino que ejerció como ministro de Justicia y Educación de su país durante los últimos meses de la dictadura de Edelmiro J. Farrell.
Hijo de quien fuera ministro del presidente Miguel Juárez Celman, José Mariano Astigueta, se recibió de abogado en la Universidad de Buenos Aires en 1910. Durante su juventud hizo la carrera judicial, comenzando como escribiente de un juzgado de la Capital Federal, y llegando a ser secretario del mismo juzgado. Fue juez del Fichero Nacional de Enrolados, equivalente al padrón electoral, y entre 1931 y 1945 fue juez federal en Mercedes (Buenos Aires). En 1945 fue presidente del Rotary Club de Buenos Aires.
Fue miembro de una comisión de tres jueces que en 1944, durante la dictadura iniciada en 1943, redactó el proyecto de Estatuto Orgánico de los Partidos Políticos, que fue duramente criticada por la oposición. Al año siguiente fue nombrado presidente de la Cámara Nacional Electoral. Tras los hechos de octubre de 1945 fue nombrado ministro de Justicia y Educación, reemplazando en el cargo al almirante Vernengo Lima, líder de la derrotada facción antiperonista. Desde ese cargo organizó las elecciones presidenciales y legislativas de febrero de 1946, delegando por primera vez el control de la seguridad de las mismas en el Ejército Argentino.
Fue enviado encargado de negocios de la Argentina en España en 1946, y al año siguiente ejerció como encargado de negocios argentino en Madrid.
Falleció en Buenos Aires en 1960.
Su hijo José Manuel Astigueta fue ministro de Defensa durante el gobierno de facto de José María Guido y embajador de su país en la Unión Soviética durante la dictadura de la llamada Revolución Argentina.